# Bariwala
Bariwala é uma cidade e uma nagar panchayat no distrito de Muktsar, no estado indiano de Punjab.

## Demografia
Segundo o censo de 2001, Bariwala tinha uma população de 7545 habitantes. Os indivíduos do sexo masculino constituem 53% da população e os do sexo feminino 47%. Bariwala tem uma taxa de literacia de 41%, inferior à média nacional de 59.5%; com 45% para o sexo masculino e 55% para o sexo feminino. 13% da população está abaixo dos 6 anos de idade.